# Carl Anton Larsen
Carl Antón Larsen (Østre Halsen, Larvik, 27 de agosto de 1860 — Mar de Ross, 8 de dezembro de 1924) foi um explorador polar norueguês proeminente, e um pioneiro da baleação antártica.  Em 1904 estabeleceu-se na ilha britânica de Geórgia do Sul, onde construiu uma estação para a exploração da caça às baleias em Grytviken, e era o gerente da estação de 1904 a 1914. Sua esposa Andrine e cinco filhos juntaram-se a ele em 1905.
Uma geleira, duas baías, um ponto, um estreito e três picos na Antártida são nomeados na honra de Carl A. Larsen.